# Hiroshi Yamauchi (Unternehmer)
Hiroshi Yamauchi (jap. 山内 溥, Yamauchi Hiroshi; * 7. November 1927 in Kyōto; † 19. September 2013 ebenda) war ein japanischer Unternehmer. 1949 übernahm er die Leitung des japanischen Familienunternehmens Nintendo, dessen dritter Präsident er war. Das anfänglich ausschließlich Spielkarten herstellende Unternehmen wuchs unter Yamauchis Leitung ab den 1980er Jahren zu einem der größten Videospielkonzerne heran. Nach über 50 Jahren an der Konzernspitze trat Yamauchi 2002 zurück und ernannte Satoru Iwata zu seinem Nachfolger. Bis zu seinem Tod blieb Yamauchi als Berater des Konzerns tätig.

## Leben

### Kindheit und Jugend
Hiroshi Yamauchi wurde am 7. November 1927 in Kyoto als Sohn von Shikanojo Yamauchi (geborener Inaba) und Kimi Yamauchi geboren. Kimis Vater Sekiryo Yamauchi hatte damals die Leitung des 1889 von Hiroshis Urgroßvater Fusajiro Yamauchi gegründeten Familienunternehmen Nintendo inne, das einer der bedeutendsten japanischen Hersteller von Hanafuda-Spielkarten war.
Shikanojo verließ seine Familie noch während Hiroshis Kindheit. Daher ließ sich Kimi von ihm scheiden und Hiroshi wuchs bei seinen Großeltern auf.

### Wirken bei Nintendo
1949 wurde Yamauchi Nintendos dritter Präsident und führte das Unternehmen zu großem weltweiten Erfolg. Unter seiner Führung entwickelte sich Nintendo von einem kleinen japanischen Spielkartenhersteller zur milliardenschweren Videospielfirma. Yamauchi trat dabei von 1985 bis 2003 auch regelmäßig für Nintendo selbst als Executive Producer bei Videospielen in Erscheinung. Seine Nachfolge als Präsident von Nintendo wurde 2002 von Satoru Iwata angetreten.
Sein Vermögen betrug 2008 geschätzte 7,8 Milliarden US-Dollar. Auf der Liste der reichsten Menschen der Welt des Forbes Magazine erreichte er 2003 Platz 75, 2005 den 401. Platz und 2007 den 149. Platz. Im Jahr 2008 wurde er laut Forbes durch die hohen Verkaufszahlen der Spielekonsole Wii zum reichsten Mann Japans. Noch 2013 war Yamauchi der größte Nintendo-Aktienbesitzer mit einem Anteil von 10 %. Einem Nintendo-Finanzbericht zufolge fungierte er als Berater für das Unternehmen.
Am 19. September 2013 starb Yamauchi 85-jährig in einem Krankenhaus nach Komplikationen, ausgelöst durch eine Lungenentzündung. Er war verheiratet und hatte drei Kinder.